# Maria Cavallier
Maria da Dinamarca, Condessa de Monpezat (nascida Maria Ágata Odile Cavallier, em francês: Marie Agathe Odile Cavallier; Paris, 6 de fevereiro de 1976) é uma aristocrata e membro da família real dinamarquesa por ser a segunda esposa do príncipe Joaquim da Dinamarca. Nasceu na França, mas após se casar com o príncipe Joaquim, ganhou cidadania dinamarquesa. Ela e seu marido tem dois filhos: o conde Henrique e a condessa Atena de Monpezat.

## Nascimento e família
Maria Ágata Odile Cavallier (Marie Agathe Odile Cavallier) nasceu na cidade de Paris, na França. Ela é a única filha de Françoise Grassiot e Alain Cavallier. Mudou-se para a cidade de Genebra (na Suíça), logo após o divórcio dos pais. A princesa Maria tem quatro meios-irmãos: Benjamin e Gregory Grandet, nascidos na Suíça; Charles e Edouard Cavallier, nascidos em Paris. Ela curiosamente, nasceu um dia depois da sua cunhada, a princesa Mary Donaldson, e ambas compartilham como primeiro nome versões do nome da Virgem Maria, sendo Cavallier nomeada com a versão francesa "Marie", enquanto que a atual princesa herdeira se chama "Mary" na versão inglesa.

## Educação

### Primeira educação
Logo após o divórcio dos pais, Maria foi enviada para o Collège Alpin Beau Soleil, um internato na Suíça.

### Ensino superior
Ela esteve também no Babson College em Wellesley, Massachusetts, por um breve momento, a estudar negócios internacionais e economia e, depois, passou a estudar economia, em Genebra. Maria concluiu um Bacharelato em Artes no Marymount Manhattan College.

## Idiomas
O seu idioma nativo é o francês. Ela também fala inglês, espanhol e italiano fluente. Devido ao seu casamento com o príncipe Joaquim, ela começou a aprender o dinamarquês.

## Carreira profissional
Ela trabalhou nas cidades de Nova Iorque, Paris e Genebra. Enquanto ainda estudava foi assistente nas empresas "Estée Lauder" em Paris e "ING Numismática Group SA", na cidade de Genebra na Suíça, e ensinou a língua francesa. Logo após a sua graduação trabalhou como coordenadora de marketing internacional para "DoubleClick Inc", no departamento de imprensa da agência de publicidade francesa "Media Marketing", como assistente para Radianz em Genebra e como secretária executiva no "ING Group SA Numismática".

## Relação com Joaquim da Dinamarca

### Namoro
Em agosto de 2005, Maria chamou a atenção do público quando ela foi fotografada de férias na região de Avinhão na França, com o príncipe Joaquim da Dinamarca. Ela comemorou o ano novo de 2006/2007 com o príncipe Joaquim, a sua ex-esposa Alexandra de Frederiksborg, os seus dois filhos, os príncipes Nicolau e Félix, bem como amigos íntimos.
Em janeiro de 2007, Maria acompanhou o príncipe Joaquim e os seus filhos em um feriado, no qual praticaram esqui na Suíça. Mais tarde, naquele ano, Maria acompanhou a família real dinamarquesa na Páscoa, nos festejos ocorridos no Palácio de Marselisborg, onde se encontrou com a rainha reinante Margarida II da Dinamarca pela primeira vez. Houve especulações sobre o seu relacionamento com Joaquim, fato que levou a comunicação social dinamarquesa a divulgar muitas notícias sobre o assunto. Maria, que vivia na cidade de Genebra na Suíça, passou a estar muitas semanas na Dinamarca, em 2007.

### Noivado
Em 03 de outubro de 2007, foi oficialmente anunciado pela família real dinamarquesa, o noivado entre a Marie Cavallier e o príncipe Joaquim. Em 21 de novembro de 2007, foi anunciado que o casamento seria realizado em 24 de maio de 2008.

### Casamento
O casamento teve lugar em um sábado, dia 24 de maio de 2008, pelas 17 horas (hora local dinamarquesa), na Igreja de Møgeltønder, na cidade de Tønder. A cerimônia foi realizada pelo bispo Erik Norman Svendsen. O copo de água foi realizado na casa do casal, no Castelo de Schackenborg. Após o seu casamento com o príncipe Joaquim da Dinamarca, Maria passou a utilizar oficialmente o título de "Sua Alteza Real a Princesa Marie da Dinamarca, Condessa de Monpezat". Marie, que tinha sido uma cidadã francesa e membro da Igreja Católica, tornou-se, em conexão com o casamento, uma cidadã dinamarquesa e membro da Igreja da Dinamarca.

### Maternidade
Em 10 de novembro de 2008, a família real dinamarquesa anunciou oficialmente que o príncipe Joaquim e a princesa Marie estavam esperando o seu primeiro filho juntos para maio de 2009.
Em 04 de maio de 2009, pelas 4h57 (hora local), a princesa deu à luz um menino no Hospital de Rigshospitalet. O seu nome, o príncipe Henrik Carl Joachim Alain da Dinamarca, foi revelado no dia do seu batizado, em 26 de julho de 2009, na Igreja de Møgeltønder, na Dinamarca.
No dia 24 de agosto de 2011, a casa real dinamarquesa anunciou oficialmente que a princesa e o príncipe Joaquim da Dinamarca estavam esperando o seu segundo filho juntos, que estava previsto para nascer em janeiro de 2012.
Em 24 de janeiro de 2012, a Marie deu à luz uma menina, a princesa Athena Marguerite Françoise Marie da Dinamarca, novamente no Hospital de Rigshospitalet.

## Deveres reais

### Primeiras atividades, eventos e viagem oficial como princesa
Maria começou o seu papel oficial como princesa da Dinamarca, logo após o seu casamento, enquanto participava em eventos com o seu marido e em outras atividades. Ela deu uma entrevista à revista dinamarquesa Billed Bladet, no qual ela explicou que estava no processo de tomada de decisão em suas áreas de interesse em setembro de 2008 e mencionou o seu desejo de ter filhos.
O primeiro compromisso e viagem ao exterior da princesa foi a Marrocos no dia 28 de outubro de 2008, quando ela entregou brinquedos de lego a crianças do orfanato na capital marroquina de Rabat. Logo após esta viagem ao exterior, a princesa foi à Rússia, acompanhada do marido, o príncipe Joaquim.
Em novembro de 2009, aconteceu a terceira viagem oficial da princesa foi para Hong Kong e China, juntamente com o marido. Em março de 2010, Maria realizou a sua quarta visita oficial ao exterior para a Cidade do México, com o príncipe Joaquim. Em abril de 2010, Maria fez uma visita de trabalho à sede da UNESCO na cidade de Paris na França, como patronesse da organização.

### Patronagens
O primeiro patrocínio de Maria veio logo depois do nascimento do seu filho, o príncipe Henrique, o patrocínio da "Tønder Festival", um festival internacional de música popular de Tønder, perto da sua residência oficial, a "Castelo de Schackenborg" de Mogeltonder em Jutlândia do Sul, onde a princesa reside com sua família enquanto na Dinamarca.
Pouco tempo depois, Marie assumiu um dos deveres como princesa consorte como Patrono do Prêmio Anual de Literatura que concede um prêmio anual para a literatura de língua francesa, em Copenhaga. Marie também teve o patrocínio do embaixador Syddansk Universitet em Odense, em setembro de 2009. A princesa Marie foi apresentada em 17 de novembro de 2009, como patrono de "The Danish Comissão Nacional" para a UNESCO.

## Mudança para a França
Em janeiro de 2019, a família real dinamarquesa anunciou que a família se mudaria para a cidade de Paris, na França, onde o príncipe Joaquim da Dinamarca participaria de um treinamento militar que duraria até o verão europeu de 2020.
Logo após o término do treinamento militar, o príncipe Joaquim passou a trabalhar na embaixada dinamarquesa na capital francesa; o que fez a família fixar residência secundária na cidade de Paris, mas mantém a sua casa e visita regularmente a Dinamarca.

## Títulos e honrarias

Monograma real da princesa Marie da Dinamarca.

Brasão de armas da princesa Marie da Dinamarca.

### Títulos
- 06 de fevereiro de 1976 - 24 de maio de 2008: Senhorita Marie Agathe Odile Cavallier[5]
- 24 de maio de 2008 - presente: Sua Alteza Real A Princesa Marie da Dinamarca, Condessa de Monpezat[6]

O seu título oficial em dinamarquês é Hendes Kongelige Højhed Prinsesse Marie af Danmark, grevinde af Monpezat.

### Honrarias nacionais
- Ordem do Elefante
- Ordem da Família Real da Dinamarca
- 11 de junho de 2009: Medalha Comemorativa do Aniversário de 75 anos de Sua Alteza, o Príncipe Henrique, Príncipe Consorte da Dinamarca
- 16 de abril de 2010: Medalha Comemorativa do Aniversário de 70 anos de Sua Majestade, a Rainha Margarida II da Dinamarca
- 14 de janeiro de 2012: Medalha Comemorativa do Jubileu de Rubi de Sua Majestade, a Rainha
- 16 de abril de 2015: Medalha Comemorativa do Aniversário de 75 anos de Sua Majestade, a Rainha

### Honrarias
- Cavaleiro da Ordem do Elefante (RE),  Dinamarca
- Medalha Comemorativa do 75º aniversário de sua Alteza Real o príncipe consorte  Dinamarca
- Medalha Comemorativa do 70.º aniversário de sua Majestade a Rainha  Dinamarca
- Medalha comemorativa de rubi do Jubileu de sua Majestade a Rainha  Dinamarca
- Grande Cruz da Ordem da Rosa Branca da Finlândia  Finlândia
- Grande Cruz da Ordem da Beneficência  Grécia
- Grã-Cruz da Ordem Nacional do Cruzeiro do Sul[7]  Brasil